# Satz von Toponogow
In der Geometrie stellt der Satz von Toponogow den Zusammenhang zwischen Riemannscher Geometrie und synthetischer metrischer Geometrie her. Anschaulich besagt er, dass in einer Mannigfaltigkeit mit nach oben beschränkter Krümmung Dreiecke nicht dicker sind als im Vergleichsraum konstanter Krümmung.
Er wurde 1958 von Wiktor Andrejewitsch Toponogow bewiesen.

## Vergleichsräume
Zu jeder Zahl {\displaystyle \delta \in \mathbb {R} } und jedem {\displaystyle n\in \mathbb {N} } gibt es eine eindeutige einfach zusammenhängende {\displaystyle n}-dimensionale Riemannsche Mannigfaltigkeit {\displaystyle E_{\delta }^{n}} der Schnittkrümmung konstant {\displaystyle \delta }. Für {\displaystyle \delta >0} ist dies die Sphäre vom Radius {\displaystyle {\frac {1}{\sqrt {\delta }}}}, für {\displaystyle \delta =0} der euklidische Raum {\displaystyle \mathbb {R} ^{n}} und für {\displaystyle \delta <0} der mit dem Faktor {\displaystyle {\frac {1}{\sqrt {-\delta }}}} skalierte hyperbolische Raum.

## Vergleichsdreieck

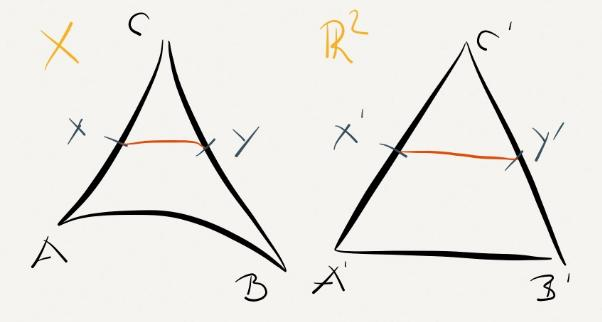
Ein Vergleichsdreieck in. Aus folgt.

Ein geodätisches Dreieck {\displaystyle \Delta (a,b,c)} in einer Riemannschen Mannigfaltigkeit {\displaystyle M} ist ein Dreieck mit Ecken {\displaystyle a,b,c\in M}, dessen drei Seiten minimierende Geodäten sind.
Sei {\displaystyle \delta \in \mathbb {R} } eine obere Schranke für die Schnittkrümmungen in {\displaystyle M}, also {\displaystyle K_{M}\leq \delta }. Dann gibt es zu jedem geodätischen Dreieck {\displaystyle \Delta (a,b,c)} mit Seitenlängen {\displaystyle d(a,b),d(a,c),d(b,c)\leq {\frac {\pi }{\sqrt {\delta }}}} (insbesondere zu jedem geodätischen Dreieck falls {\displaystyle \delta <0}) ein Vergleichsdreieck {\displaystyle \Delta (a^{\prime },b^{\prime },c^{\prime })} in {\displaystyle E_{\delta }^{2}\subset E_{\delta }^{n}} mit
{\displaystyle d(a,b)=\lVert a^{\prime }-b^{\prime }\rVert ,\ d(a,c)=\lVert a^{\prime }-c^{\prime }\rVert ,\ d(b,c)=\lVert b^{\prime }-c^{\prime }\rVert }.
Dieses Dreieck ist bis auf Kongruenz eindeutig, wenn entweder {\displaystyle \delta \leq 0} oder {\displaystyle \delta >0} und alle Seitenlängen kleiner als {\displaystyle {\frac {\pi }{\sqrt {\delta }}}} sind.
Man hat dann eine Vergleichsabbildung
{\displaystyle \partial \Delta (a,b,c)\rightarrow \partial \Delta (a^{\prime },b^{\prime },c^{\prime })},
die (zum Beispiel) jedem Punkt {\displaystyle x} auf der Seite {\displaystyle (a,b)} den entsprechenden Punkt {\displaystyle x^{\prime }} auf der Seite {\displaystyle (a^{\prime },b^{\prime })} (d. h. den eindeutigen Punkt mit {\displaystyle \lVert x^{\prime }-a^{\prime }\rVert =d(x,a)}) zuordnet, analog für die beiden anderen Seiten.

## Satz von Toponogow

### Untere Krümmungsschranken
Es sei {\displaystyle M} eine Riemannsche Mannigfaltigkeit der Schnittkrümmung {\displaystyle K_{M}\geq \delta } für eine Zahl {\displaystyle \delta \in \mathbb {R} }. Sei
{\displaystyle \Delta (a^{\prime },b^{\prime },c^{\prime })\subset E_{\delta }^{2}}
ein Vergleichsdreieck zu einem geodätischen Dreieck
{\displaystyle \Delta (a,b,c)\subset M}.
Dann gilt
{\displaystyle d_{E_{\delta }^{2}}(x^{\prime },c^{\prime })\leq d_{M}(x,c)}
für alle {\displaystyle x\in \left[a,b\right]\subset \partial \Delta (a,b,c)\subset M}.

### Obere Krümmungsschranken
Ein entsprechender Satz gilt für obere Krümmungsschranken, wobei man hier weitere Voraussetzungen benötigt.
Sei {\displaystyle M} eine Riemannsche Mannigfaltigkeit der Schnittkrümmung {\displaystyle K_{M}\leq \delta }. Falls {\displaystyle \delta \leq 0} sei {\displaystyle M} einfach zusammenhängend, und falls {\displaystyle \delta >0} habe das geodätische Dreieck
{\displaystyle \Delta (a,b,c)\subset M} Seitenlängen höchstens {\displaystyle {\frac {\pi }{\sqrt {\delta }}}}.
Dann gilt für das Vergleichsdreieck {\displaystyle \Delta (a^{\prime },b^{\prime },c^{\prime })\subset E_{\delta }^{2}}
{\displaystyle d_{E_{\delta }^{2}}(x^{\prime },c^{\prime })\geq d_{M}(x,c)}
für alle {\displaystyle x\in \left[a,b\right]\subset \partial \Delta (a,b,c)\subset M}.

## Folgerungen
Aus dem Satz von Toponogow folgt, dass Hadamard-Mannigfaltigkeiten (einfach zusammenhängende Mannigfaltigkeiten nichtpositiver Schnittkrümmung) CAT(0)-Räume sind und alle dementsprechenden Eigenschaften haben: sie sind zusammenziehbar, je zwei Punkte lassen sich durch eine eindeutige Geodäte verbinden und für Geodäten {\displaystyle \gamma _{1},\gamma _{2}} ist die Funktion {\displaystyle d(\gamma _{1}(t),\gamma _{2}(t))} konvex.